# Sleepwalking (Gerry Rafferty)
Sleepwalking è il quinto album in studio del cantautore britannico Gerry Rafferty, pubblicato nel settembre 1982 dall'etichetta discografica Liberty.
L'album è prodotto da Christopher Neil e dallo stesso interprete, che è autore completo dei brani e cura gli arrangiamenti.

## Tracce
Lato A
1. Standing at the Gates – 6:51
2. Good Intentions – 4:15
3. A Change of Heart – 4:10
4. On the Way – 4:24

Lato B
1. Sleepwalking – 3:51
2. Cat and Mouse – 5:03
3. The Right Moment – 3:24
4. As Wise as a Serpent – 5:15